# Staw Służewiecki
Staw Służewiecki – zbiornik wodny o charakterze retencyjnym o powierzchni 2,4 ha w Warszawie, w dzielnicy Mokotów.

## Położenie i powierzchnia
Staw leży po lewej stronie Wisły, w Warszawie, w dzielnicy Mokotów na terenie obszaru MSI Służew, w Dolinie Służewieckiej, w rejonie osiedla Służewiec Południowy, w pobliżu ulic Puławskiej, Rzymowskiego i Tarniny. Znajduje się w sąsiedztwie pętli tramwajowej „Wyścigi”, w naturalnym obniżeniu terenu, od północy ograniczony jest wysokim brzegiem. Przez staw przepływa Potok Służewiecki, który 300 m wcześniej mija Staw Wyścigi.
Zbiornik ma charakter retencyjny i przepływowy. Powierzchnia stawu wynosi 2,4 ha przy normalnym poziomie piętrzenia (NPP) oraz 2,6 ha przy maksymalnym. Pojemność wynosi 28 000 m³, przy maksymalnym poziomie wód osiąga 42 000 m³, zatem pojemność retencyjna wynosi 14 000 m³. Głębokość akwenu osiąga od 1,15 m przy NPP do 1,9 m (maksymalny poziom piętrzenia).
Urządzenia piętrzące zbudowane w wyniku rekultywacji stanowią zapora ziemna czołowa o długości 52 m oraz budowla upustowa. Na terenie stawu zlokalizowane zostały też trzy wyspy o powierzchni od 100 do 150 m² wyniesione do 0,55 m ponad NPP, które mają służyć ptakom i innym przedstawicielom nadwodnej fauny, wzmacniając tym samym bioróżnorodność. W obszarze zbiornika wodnego umieszczono także drewniany pomost.

## Historia i plany
Staw przeszedł rekultywację w latach 2013–2015 w ramach projektu Przywrócenie funkcji retencyjnej zbiornika retencyjnego Staw Służewiecki, który kosztował 5,8 mln zł. Wcześniej zbiornik wodny był praktycznie całkowicie osuszony w wyniku obniżenia się wód gruntowych.
„Program Ochrony Środowiska dla m. st. Warszawy na lata 2009–2012 z uwzględnieniem perspektywy do 2016 r.” podaje, że staw miał przed rekultywacją powierzchnię 2,5595 ha. Wielkość zlewni na odcinku potoku do wysokości stawu wynosiła 34,6 km².
W 2004 roku na terenie stawu i w jego okolicach stwierdzono występowanie kaczki krzyżówki, trzciniaka, trzcinniczka i gila.
Po zakończeniu rekultywacji w planach było także stworzenie wokół Stawu Służewieckiego parku, a także zainstalowanie na jego terenie turbiny wodnej. W kwietniu 2018 r. zakończono budowę minielektrowni o mocy ok. 3 kW.